# Cadeia próton-próton

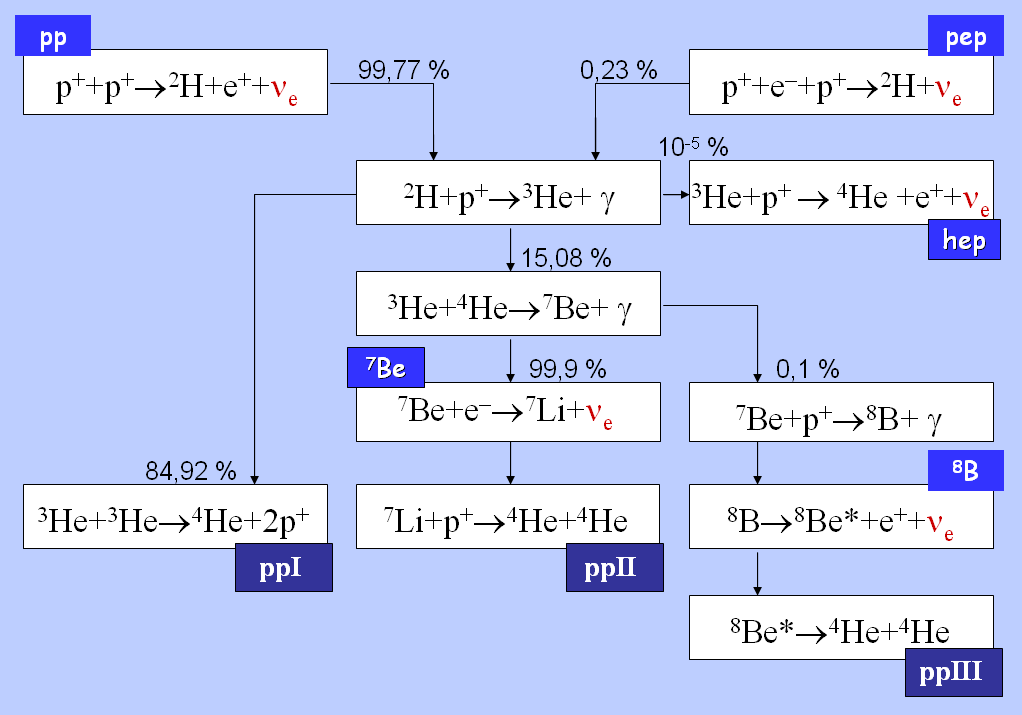
Geração de neutrinos solares nas cadeias próton-próton

Cadeia próton-próton, ciclo próton-próton, cadeia protão-protão ou ciclo protão-protão é uma sequência de reações de fusão nuclear que ocorrem no interior de algumas estrelas em que quatro núcleos de hidrogênio são convertidos em um núcleo de hélio-4. As cadeias próton-próton são mais importantes em estrelas do tamanho do Sol ou menores.
Para vencer a repulsão eletromagnética entre dois núcleos de hidrogênio se requerem grandes quantidades de energia. Em temperaturas estelares entre dez e vinte milhões de kelvins, o tempo médio da reação é aproximadamente de 109 anos. Tempo muito prolongado mas mais que suficiente para sustentar ao Sol dada a enorme quantidade de hidrogênio contido no núcleo do Sol e as enormes quantidades de energia que, inclusive neste baixo ritmo de reações, aportam. Ritmos de reação demasiado velozes fariam impossível a estabilidade hidrodinâmica nas estrelas consumindo-as em explosões quase instantâneas após sua formação.
No geral, a fusão próton-próton ocorre só se a temperatura (i.e. energia cinética) dos prótons for suficientemente alta para  vencer as forças coulombianas de repulsão mútua. A teoria de que os prótons são o princípio básico a partir do qual as estrelas geram sua energia remonta aos anos 1920 quando Arthur Eddington realizou suas primeiras medições. Nesta época as temperaturas do Sol se consideravam demasiado baixas para que as partículas penetrassem a barreira coulombiana. Com o desenvolvimento da mecânica quântica se descobriu o efeito túnel e as implicações que este tinha como facilitador da fusão a temperaturas teoricamente impossíveis.

## Reações das cadeias pp

A cadeia próton-próton domina as reações nas estrelas do tamanho do Sol ou menores

O primeiro passo conduz à fusão de dois núcleos de hidrogênio ¹H (prótons) a deutério (²H), liberando um pósitron e um neutrino ao transformar um próton em nêutron.
¹H + ¹H → ²H + e+ + νe (τ~ 7·109 anos)
τ é o chamado tempo limitante.
Os neutrinos liberados nesta reação portam energias acima dos 0,42 MeV.
Este primeiro passo é muito lento porque depende da interação fraca para converter um próton em um nêutron. De fato é o passo mais lento de todas as cadeias pp pelo que recebe o nome reação limitante já que é ele que dita o ritmo de toda a cadeia próton-próton.
O pósitron resultante da dita reação se aniquila imediatamente com um elétron e a massa de ambos se converte em energia liberada através de dois fótons gama.
e+ + e− → 2γ + 1,02 MeV
Após esta reação o deutério produzido no primeiro passo pode se fusionar com outro hidrogênio para produzir um isótopo leve de hélio ³He:
²H + ¹H → ³He + γ + 5,49 MeV (τ~ 1,4 segundos)
A partir deste ponto a reação se subdivide em três ramos diferentes que desembocam todas na geração de um núcleo 4He. Na pp1 o hélio-4 se produz pela fusão de dois núcleos de hélio-3; os outros dois ramos, pp2 e pp3 requerem o hélio-4 previamente produzido na pp1, ambas cadeias surgem dos dois caminhos que o berílio-7 pode tomar.
No Sol, a cadeia pp1 se dá com uma frequência de 91%, a pp2 com 9% e a pp3 é a mais infrequente com 0.1% de ocorrência.

### CadeiappI
³He +³He → 4He + ¹H + ¹H + 12.86 MeV (τ ~ 2,4·105 anos)
A energia da cadeia de reações pp' I completa implica num balanço final de 26,7 MeV.
A cadeia pp I é dominante a temperaturas de 10 a 14 megakelvins (MK).
Abaixo de 10 MK, a cadeia pp I não produz muito 4He.

### CadeiappII
|  | ³He + 4He | → | 7Be + γ   |
|  | 7Be + e−  | → | 7Li + νe  |
|  | 7Li + ¹H  | → | 4He + 4He |

A cadeia pp II é dominante a temperaturas de 14 a 23 MK.
Até 90% dos neutrinos produzidos na reação 7Be(e−,νe)7Li* têm uma energia de 0,861 MeV, ainda que 10% sejam emitidos com 0,383 MeV (dependendo de se o lítio-7 está em estado excitado ou não).

### CadeiappIII
|  | ³He + 4He | → | 7Be + γ       |
|  | 7Be + ¹H  | → | 8B + γ        |
|  | 8B        | → | 8Be + e+ + νe |
|  | 8Be       | ↔ | 4He + 4He     |

A cadeia pp III é dominante se as temperaturas excedem os 23 MK.
Esta cadeia não é a principal fonte de energia do Sol devido a que as temperaturas de seu núcleo ainda não são suficientemente altas. Entretanto, é muito importante no problema dos neutrinos solares devido a que estas reações geram os neutrinos mais energéticos. (≤14,06 MeV).

### CadeiappIV ouHep
Hep significa (hélio-próton).
Neste caso o hélio-3 reage diretamente com um próton para dar hélio-4, com uma possível energia mais alta de neutrino (acima de 18,8 MeV). Esta reação é prevista mas não foi jamais observada devido a sua grande raridade (aproximadamente 0,3 partes por milhão no Sol).
³He + ¹H → 4He + νe + e+

### Energia liberada
Comparando a massa do átomo de hélio-4 final com as massas dos quatro prótons revela-se que 0,007 ou 0,7% da massa dos prótons originais foi perdida. Esta massa terá sido convertida em energia, na forma de raios gama e neutrinos liberados durante cada uma das reações individuais. A energia que temos na cadeia inteira é de 26,73 MeV.
Somente energia liberada na forma de raios gama irá interagir com elétrons e prótons e aquecer o interior do Sol ou de qualquer estrela. Este aquecimento mantém a estrela e previne seu colapso sob seu próprio peso.
Neutrinos não interagem significativamente com matéria e não ajudam a estrela em resistir contra seu colapso gravitacional. Os neutrinos nas cadeias ppI, ppII e ppIII levam consigo 2.0%, 4,0% e 28,3% da energia produzida, respectivamente.

### Observações
Em agosto de 2014 a colaboração responsável pelo experimento Borexino publicou os resultados da primeira detecção direta de neutrinos produzidos pela reação pp no interior do Sol.

## A reaçãopep
Esta reação, pep significa (próton-elétron-próton), é muito rara já que em se tratando de uma colisão de três partículas simultaneamente o qual é, logicamente, muito mais improvável. A reação pep pode ter lugar em vez da reação pp:
¹H + e− + ¹H → ²H + νe 
No Sol, a frequência da reação pep em comparação com a pp é de 1:400 (uma vez a cada 400 reações). Apesar dos neutrinos liberados serem mais energéticos: enquanto os neutrinos do primeiro passo das cadeias pp tem 0,42 MeV, os neutrinos procedentes da reação pep produzem 1,44 MeV.
Ambas as reações pep e pp podem ser vistas como duas diferentes representações de Feynman da mesma interação básica, onde o elétron passa ao lado direito da reação como um anti-elétron. Isto é representado na figura de cadeia de reações próton-próton e captura de elétron em uma estrela, disponível no web site NDM'06.